# Batalha de Kamdesh
A Batalha de Kamdesh aconteceu durante a guerra no Afeganistão. Ocorreu em 3 de outubro de 2009, quando uma força de 400 talibãs atacou o posto avançado de combate americano ("COP") Keating, perto da cidade de Kamdesh, na província do Nuristão, no leste do Afeganistão. O ataque foi a batalha mais sangrenta para as forças americanas desde a Batalha de Wanat em julho de 2008, que ocorreu a 32 km de distância de Kamdesh. O ataque ao COP Keating resultou em 8 americanos mortos e 27 feridos, enquanto o Talibã sofreu cerca de 150 mortos.
Como resultado da batalha, o COP Keating foi parcialmente invadido e quase destruído.:531–41 O Posto de Observação ("OP") Fritsche foi atacado simultaneamente, limitando o suporte disponível daquela posição. As forças da Coalizão se retiraram da base logo após a batalha. Uma retirada deliberada havia sido planejada algum tempo antes do início da batalha, e o fechamento fazia parte de um esforço mais amplo do principal comandante no Afeganistão, general Stanley McChrystal, para ceder postos avançados remotos e consolidar tropas em áreas mais populosas para proteger melhor os civis afegãos. Os americanos "declararam o posto avançado fechado e partiram - tão rapidamente que não carregaram toda a munição armazenada. O depósito do posto avançado foi prontamente saqueado pelos insurgentes e bombardeado por aviões americanos em um esforço para destruir as munições letais deixadas para trás."
Após uma investigação, quatro oficiais da cadeia de comando foram disciplinados por não terem prestado suporte adequado à base. Oito aviadores receberam a Cruz de Voo Distinto por ajudar a defender a base. Os sargentos Clinton Romesha e Ty Carter receberam a Medalha de Honra por suas ações durante a batalha.